# Gislebert von Mons
Gislebert von Mons (* um 1150 vermutlich im Hennegau; † 1. September 1224) war ein hennegauischer Chronist.

## Leben
Gislebert wuchs wohl am Grafenhof von Hennegau auf. Er stieg zum Kapellan, Kanzler und Siegelbewahrer des Grafen Balduin V. von Hennegau auf. Gislebert war als Vertrauter des Grafen auch mit mehreren politischen Missionen betraut und nahm unter anderem 1184 am Hoftag in Mainz teil. Durch sein rasches Handeln im Jahr 1191, stieg Graf Balduin auch zum Grafen von Flandern auf. 1193 schied Gislebert aus dem Dienst Balduins aus. Für seine Tätigkeit wurde Gislebert mit zahlreichen Pfründen ausgestattet und war unter anderem Propst von Mons.
Gislebert ist der Verfasser des für die Reichsgeschichte wichtigen Chronicon Hanoniense (erste Ausgabe von Du Chasteler, Brüssel 1784). In der Chronik wird die Zeit von 1086 bis 1195 geschildert. Vor allem für den Zeitraum von 1168 bis 1195 vermittelt sie sehr ausführliche, teilweise auf eigene Anschauungen und eigenes Handeln zurückgehende Mitteilungen über die Geschichte des Hennegaus und des Reiches. Das Werk gilt allgemein als zuverlässig und wurde auch von späteren Chronisten benutzt. Bemerkenswert ist seine von anderen, mehr stauferfreundlichen Quellen stark abweichende Darstellung der Wahl Friedrich Barbarossas im Jahr 1152.

## Ausgaben und Übersetzungen
- Gisleberti chronicon Hanoniense a. 1070–1195. In: Georg Heinrich Pertz u. a. (Hrsg.): Scriptores (in Folio) 21: Historici Germaniae saec. XII.. Hannover 1869, S. 481–601 (Monumenta Germaniae Historica, Digitalisat)
- Léon Vanderkindere (Hrsg.): La chronique de Gislebert de Mons. Kiessling, Brüssel 1904 (Recueil des textes pour servir a l’étude de l’histoire de Belgique) (archive.org)
- Laura Napran (Hrsg.): Chronicle of Hainaut by Gilbert of Mons. The Boydell Press, Woodbridge 2005, ISBN 1-84383-120-1 (englische Übersetzung mit Kommentar)